# Jasha Sütterlin
Jasha Sütterlin (ur. 4 listopada 1992 we Fryburgu Bryzgowijskim) – niemiecki kolarz szosowy.

## Osiągnięcia
Opracowano na podstawie:

2009
- 3. miejsce w Rothaus Regio-Tour

2010
- 3. miejsce w Trofeo Karlsberg
  - 1. miejsce na 5. etapie
- 1. miejsce w mistrzostwach Niemiec juniorów (jazda indywidualna na czas)
- 1. miejsce w Niedersachsen-Rundfahrt
- 2. miejsce w mistrzostwach świata juniorów (jazda indywidualna na czas)
- 2. miejsce w Giro della Lunigiana

2011
- 1. miejsce w Tour de Berlin

2012
- 1. miejsce w mistrzostwach Niemiec U23 (jazda indywidualna na czas)

2013
- 3. miejsce w Tour de Bretagne
- 1. miejsce w mistrzostwach Niemiec U23 (jazda indywidualna na czas)
- 1. miejsce w prologu i na 5. etapie Giro della Valle d’Aosta
- 3. miejsce w mistrzostwach Europy U23 (jazda indywidualna na czas)

2015
- 3. miejsce w mistrzostwach świata (jazda drużynowa na czas)

2016
- 2. miejsce w mistrzostwach Niemiec (jazda indywidualna na czas)

2017
- 1. miejsce na 3. etapie Vuelta a la Comunidad de Madrid
- 2. miejsce w mistrzostwach Niemiec (jazda indywidualna na czas)

2018
- 2. miejsce w mistrzostwach Niemiec (jazda indywidualna na czas)

2019
- 3. miejsce w mistrzostwach Niemiec (jazda indywidualna na czas)
- 2. miejsce w mistrzostwach Europy (mieszana jazda drużynowa na czas)
- 2. miejsce w mistrzostwach świata (mieszana jazda drużynowa na czas)

## Rankingi
| Rok             | 2011 | 2012 | 2013 | 2014 | 2015 | 2016 | 2017 | 2018 | 2019 | 2020 | 2021  | 2022  | 2023  | 2024  |
| --------------- | ---- | ---- | ---- | ---- | ---- | ---- | ---- | ---- | ---- | ---- | ----- | ----- | ----- | ----- |
| UCI World Tour  |      |      |      | -    | -    | 202. | 142. | 255. |      |      |       |       |       |       |
| World Ranking   |      |      |      |      |      | 472. | 372. | 440. | 287. | 419. | 1988. | 1057. | 2383. | 1708. |
| UCI Europe Tour | 254. | 771. | 223. |      |      | 980. | 716. | 420. | 234. | 343. | 1346. | 756.  | -     | -     |
| UCI Asia Tour   | -    | -    | -    |      |      | 486. | -    | -    |      |      |       |       |       |       |
|                 |      |      |      |      |      |      |      |      |      |      |       |       |       |       |
| Źródło: UCI     |      |      |      |      |      |      |      |      |      |      |       |       |       |       |